# Zemský okres Gotha
Zemský okres Gotha (německy Landkreis Gotha) je německý zemský okres, který leží v Durynsku. V rámci spolkové země sousedí se zemskými okresy Unstrut-Hainich, Sömmerda, Ilm, Šmalkaldy-Meiningen a Wartburg a městem Erfurt, které je hlavním a zároveň největším městem Durynska.

## Historie
Zemský okres Gotha byl založen 1. října 1922, když byl nově vzniklý stát Durynsko rozdělen na 15 zemských okresů a 9 měst.

## Partnerství
Od roku 1990 udržuje partnerství se zemským okresem Mohan-Kinzig v Hesensku.

## Geografie
Po celé jihozápadní části okresu se rozléhá pohoří Durynským lesem (Thüringer Wald) s nejvyšším bodem Großer Inselsberg (916 m) na západě. Směrem na sever se nachází výšina Fahner höhe s mnoha sady. Řeka Unstruta (Unstrut) tvoří krátký úsek severní hranice okresu.

## Znak
Na znaku zemského okresu Gotha je vyobrazen zámek Friedenstein (Schloss Friedenstein). Vlnitá linka symbolizuje kanál řeky Leine v Durynsku, který byl postaven mezi roky 1366 a 1369 mezi městy Schönau a Gotha a sloužil k přívodu vody do města. Hvězda v dolní části byla symbol vévodství Sasko-Gotha-Altenburg (Sachsen-Gotha-Altenburg).
Znak byl udělen 28. června 1991.

## Města a obce
Města:
1. Friedrichroda
2. Gotha
3. Ohrdruf
4. Tambach-Dietharz
5. Waltershausen

Obce:
1. Bad Tabarz
2. Bienstädt
3. Dachwig
4. Döllstädt
5. Drei Gleichen
6. Emleben
7. Eschenbergen
8. Friemar
9. Georgenthal
10. Gierstädt
11. Großfahner
12. Herrenhof
13. Hörsel
14. Luisenthal
15. Molschleben
16. Nesse-Apfelstädt
17. Nessetal
18. Nottleben
19. Pferdingsleben
20. Schwabhausen
21. Sonneborn
22. Tonna
23. Tröchtelborn
24. Tüttleben
25. Zimmernsupra